# Универзитет у Њујорку
Универзитет у Њујорку (енгл. New York University) је приватни универзитет у Њујорку. Основан је 1831. године, а основао га је Алберт Галатин.